# USS Portland (LPD-27)
La USS Portland (hull classification symbol LPD-27) è una nave da trasporto anfibio di classe San Antonio della Marina degli Stati Uniti, chiamata in onore della città statunitense di Portland, in Oregon.

## Costruzione
La USS Portland venne impostata il 2 agosto 2013 presso il cantiere Ingalls Shipbuilding a Pascagoula, Mississippi. La madrina che fu scelta per la nave è Bonnie Amos, moglie del comandante generale del Corpo dei Marines degli Stati Uniti, James F. Amos. La nave poi è stata varata il 13 febbraio 2016 ed è stata consegnata alla Marina il 18 settembre 2017. Per poi entrare in servizio attivo il 14 dicembre 2017, la cerimonia di entrata in servizio però non si è tenuta fino al 21 aprile 2018, giorno in cui la nave raggiunse la città di Portland per i festeggiamenti. La cerimonia di entrata in servizio della nave fu contestata da un certo numero di gruppi locali che vanno contro la guerra, che si sono opposti a una nave da guerra che prende il nome dalla città omonima.

### Sistema d’arma laser

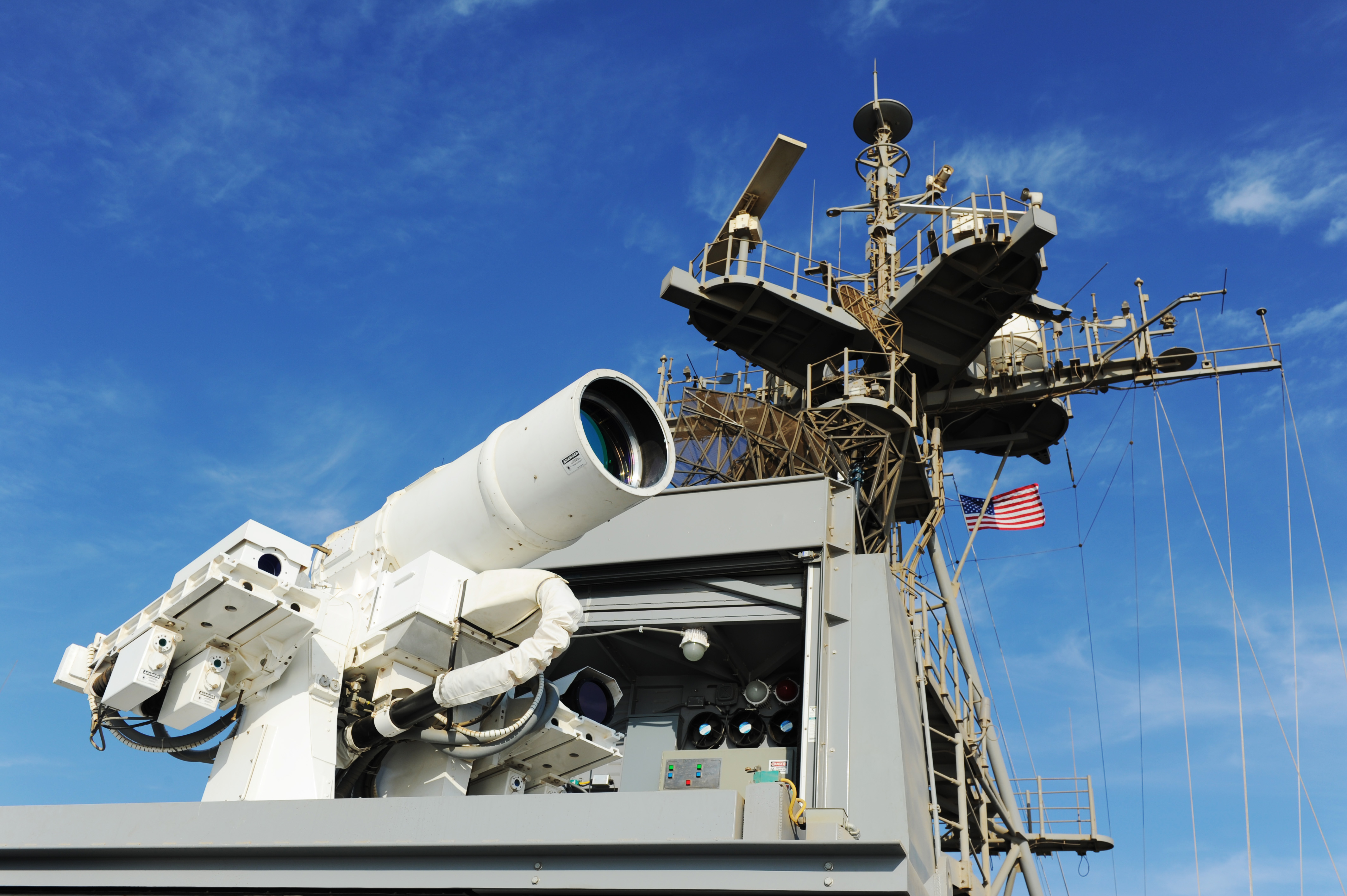
Sistema d’arma laser(LaWS)

Una novità di questa unità è l’uso di una nuova generazione di sistema di armi laser AN / SEQ-3 (LaWS) che era previsto per l'installazione sulla Portland, dopo il disarmo della USS Ponce che portava il sistema d’arma laser prima di esso, sulla Portland venne installato alla fine del 2018. La prima dimostrazione ci fu nel maggio 2020, quando la USS Portland ha distrutto con successo un veicolo aereo senza pilota (UAV) con il laser a stato solido, con un livello di potenza di 150 kW. Un’altra dimostrazione avvenne il 14 dicembre 2021, in cui il LaWS ha distrutto con successo un bersaglio marino che galleggiava nel Golfo di Aden.

## Missioni
Dal 27 al 30 maggio del 2022, la Portland e la USS Essex (LHD-2) sono state aperte al pubblico nell'ambito della Los Angeles Fleet Week 2022, a San Pedro, in California.

### Recupero della capsula Orion

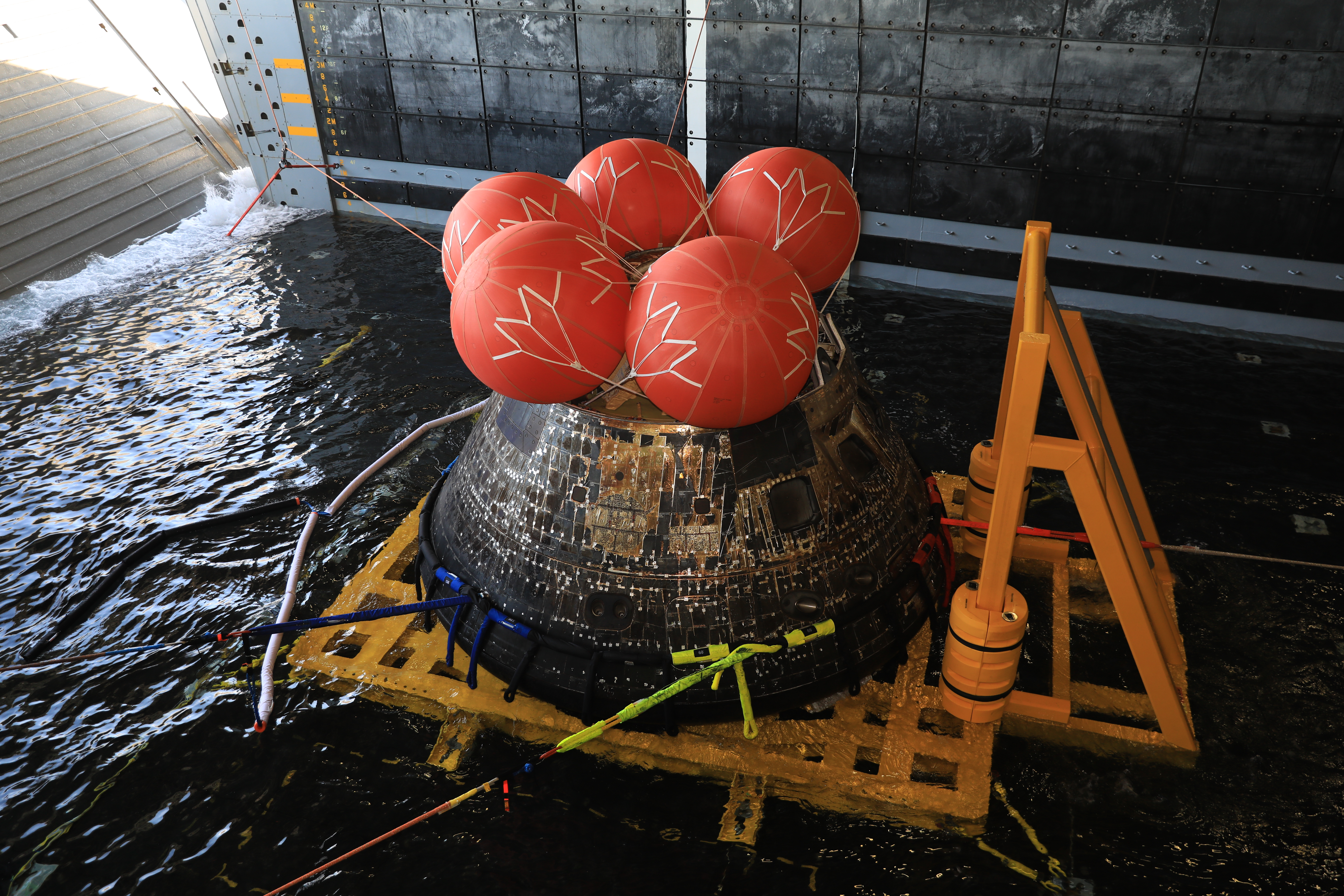
La capsula Orion recuperata dalla USS Portland

La USS Portland fu assegnata al recupero della capsula Orion della missione Artemis 1 che ammarò alle 18:40 (ora italiana) l’11 dicembre 2022, questa infatti venne recuperata dal mare al largo della Baja California nell’Oceano Pacifico.